# Pregassona
Pregassona è un quartiere di 9 291 abitanti del comune svizzero di Lugano, nel Canton Ticino (distretto di Lugano).

## Geografia fisica
Territorio che si estende dalla sponda sinistra del fiume Cassarate fino alle pendici del monte Boglia da cui sbocca il fiume Cassone che passa attraverso tutta Pregassona poi andando nel fiume Cassarate.

## Storia

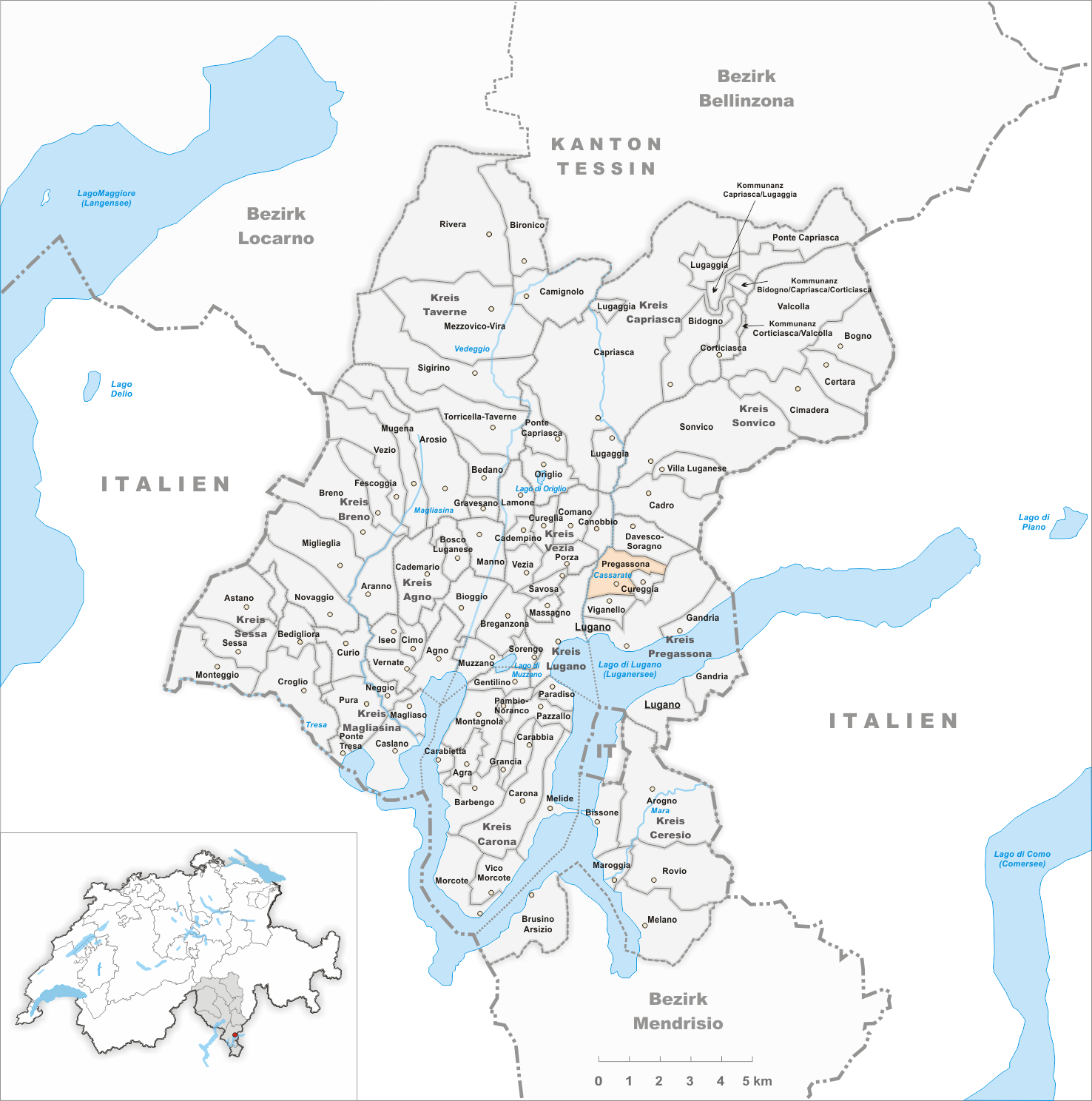
Il territorio del comune di Pregassona prima degli accorpamenti comunali del 2004

La prima attestazione risale al 1222 con il nome di "Pregasona". 
Già comune autonomo che si estendeva per 2,56 km², nel 2004 è stato accorpato a Lugano assieme agli altri comuni soppressi di Breganzona, Cureggia, Davesco-Soragno, Gandria, Pambio Noranco, Pazzallo e Viganello. È attualmente il secondo quartiere più popoloso di Lugano. 

## Monumenti e luoghi d'interesse

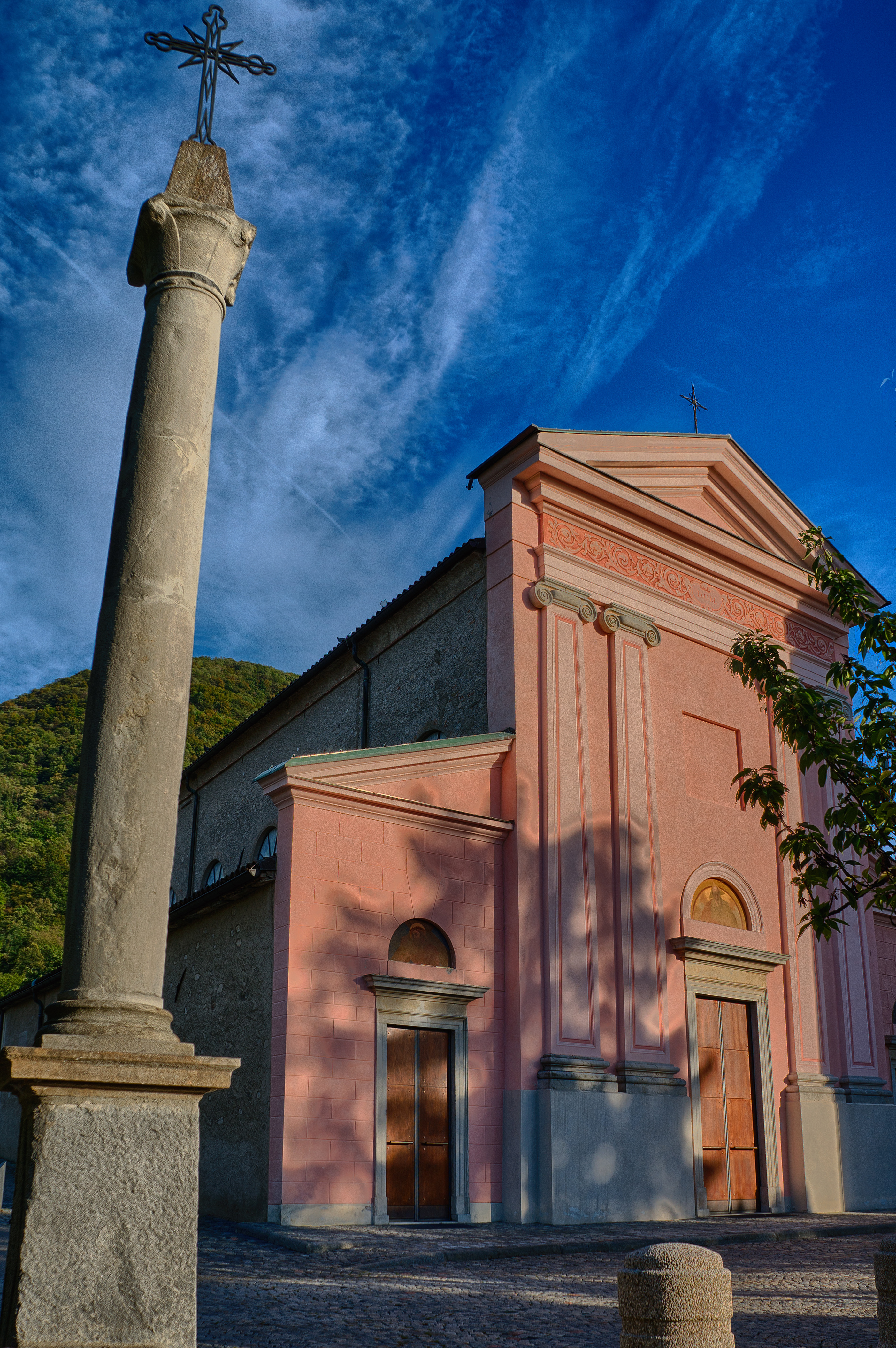
La chiesa parrocchiale di Santa Maria

- Chiesa parrocchiale di Santa Maria, attestata dal 1222[2];
- Chiesa dei Santi Giovanni Battista e Massimiliano Kolbe in località Terzerina, eretta nel 1995[3];
- Oratorio dei Santi Pietro e Paolo in località Rolino, del XIV secolo[4]

## Società

### Evoluzione demografica
L'evoluzione demografica è riportata nella seguente tabella:
Abitanti censiti

## Infrastrutture e trasporti

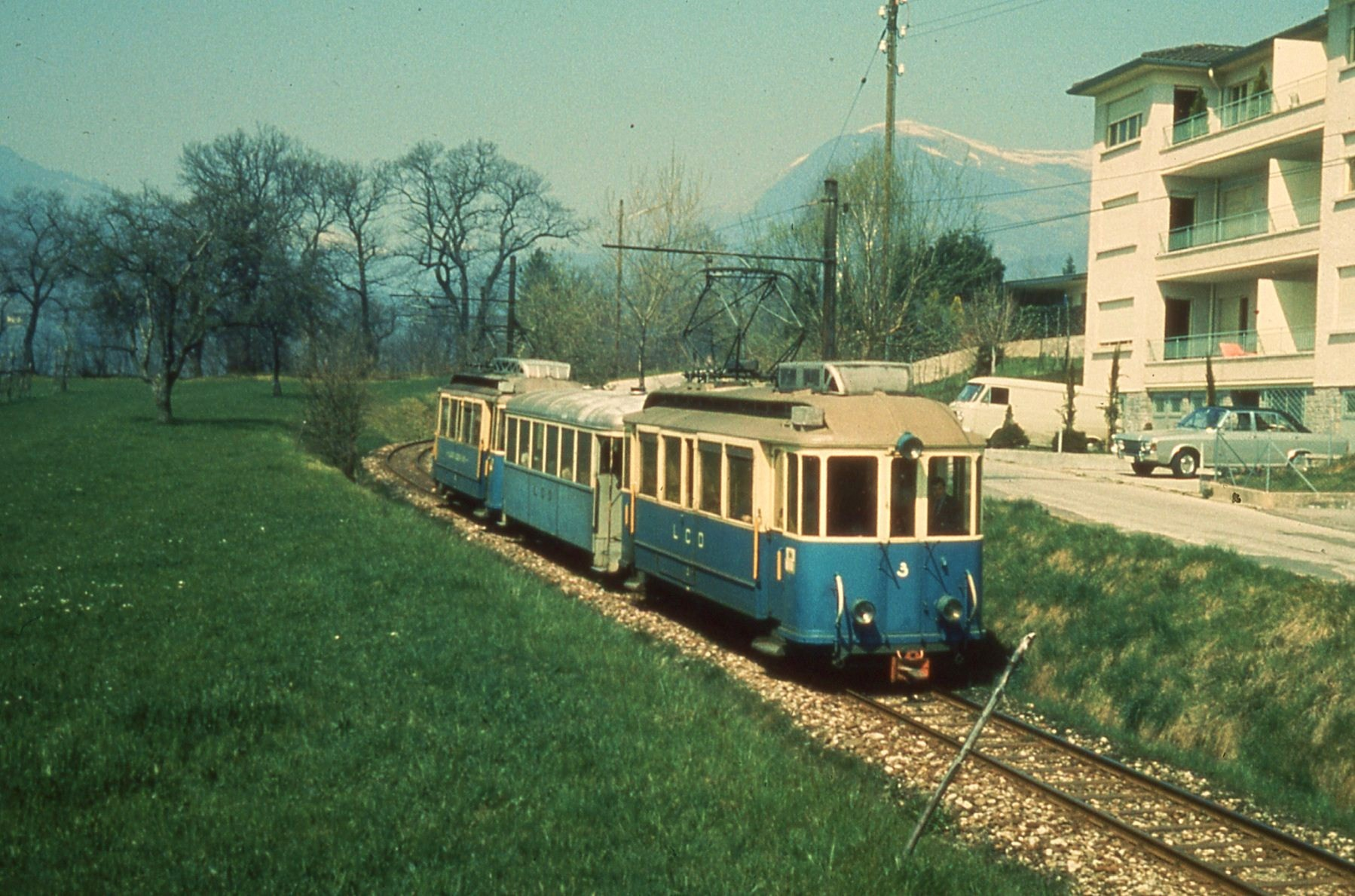
La ferrovia Lugano-Cadro-Dino a Ventuno

Fino al 30 maggio 1970 era in funzione la ferrovia Lugano-Cadro-Dino che collegava Pregassona sia con Lugano Centro sia con il villaggio di Dino nell'attuale quartiere di Sonvico. Successivamente il servizio venne sostituito con gli autobus della società dei Trasporti Pubblici Luganesi.

## Amministrazione
Ogni famiglia originaria del luogo fa parte del cosiddetto comune patriziale e ha la responsabilità della manutenzione di ogni bene ricadente all'interno dei confini del quartiere, assieme alla commissione di quartiere che ha un ruolo di controllo sul territorio e di contatto tra il quartiere e il municipio.